# 重庆大学经济与工商管理学院
重庆大学经济与工商管理学院是重庆大学2013年实施学部制后“四部+两院”中的一个独立学院。溯源于成立于1945年的国立重庆大学经济学系。该学院是中国经济学年会理事单位。